# 스카 (라이온 킹)
스카(영어: Scar)는 아하디 둘째 아들 무파사의 동생과 적인 수컷 사자. 심바의 삼촌. 까만 긴 갈기와 痩躯 왼쪽 눈의 상처가 특징. 본작의 디즈니 빌런. 일인칭은 "나" 모델은 바바리 사자.